# آندره زیگفرید
آندری زیگفرید (انگلیسی: André Siegfried؛ ۲۱ آوریل ۱۸۷۵ – ۲۸ مارس ۱۹۵۹) تاریخ‌نگار، جغرافی‌دان، و جامعه‌شناس اهل فرانسه بود.
از وی کتاب روح ملت‌ها در سال ۱۳۴۳ شمسی توسط احمد آرام به فارسی ترجمه شده است. وی همچنین برندهٔ جوایزی همچون لژیون دونور (افسر بزرگ) شده‌است.